# Bella Vista del Río
Bella Vista del Río är en ort i Mexiko.   Den ligger i kommunen Cadereyta de Montes och delstaten Querétaro Arteaga, i den sydöstra delen av landet, 150 km norr om huvudstaden Mexico City. Bella Vista del Río ligger 1 875 meter över havet och antalet invånare är 1 955.
Terrängen runt Bella Vista del Río är kuperad åt sydväst, men åt nordost är den bergig. Runt Bella Vista del Río är det ganska glesbefolkat, med 50 invånare per kvadratkilometer. Närmaste större samhälle är Tecozautla, 18,6 km söder om Bella Vista del Río. Trakten runt Bella Vista del Río består i huvudsak av gräsmarker.